# Александрово (Ямболская область)
Алекса́ндрово (болг. Александрово) — село в Болгарии. Находится в Ямболской области, входит в общину Стралджа. Население составляет 153 человека.

## Политическая ситуация
В местном кметстве Александрово, в состав которого входит Александрово, должность кмета (старосты) исполняет Стойко Иванов Георгиев (Болгарская социалистическая партия (БСП)) по результатам выборов.
Кмет (мэр) общины Стралджа — Митко Панайотов Андонов (Болгарская социалистическая партия (БСП)) по результатам выборов.